# Peter Mankoč
Peter Mankoč (Liubliana, Yugoslavia, 4 de julio de 1978) es un deportista esloveno que compitió en natación.
Ganó siete medallas en el Campeonato Mundial de Natación en Piscina Corta entre los años 2002 y 2008, una medalla de plata en el Campeonato Europeo de Natación de 2008 y 25 medallas en el Campeonato Europeo de Natación en Piscina Corta entre los años 1999 y 2012.

## Palmarés internacional
| Campeonato Mundial en Piscina Corta | Campeonato Mundial en Piscina Corta | Campeonato Mundial en Piscina Corta | Campeonato Mundial en Piscina Corta |
| Año                                 | Lugar                               | Medalla                             | Prueba                              |
| ----------------------------------- | ----------------------------------- | ----------------------------------- | ----------------------------------- |
| 2002                                | Moscú (Rusia)                       | Medalla de oro                      | 100 m estilos                       |
| 2002                                | Moscú (Rusia)                       | Medalla de plata                    | 200 m estilos                       |
| 2004                                | Indianápolis (Estados Unidos)       | Medalla de oro                      | 100 m estilos                       |
| 2004                                | Indianápolis (Estados Unidos)       | Medalla de bronce                   | 100 m mariposa                      |
| 2006                                | Shanghái (China)                    | Medalla de plata                    | 100 m estilos                       |
| 2008                                | Mánchester (Reino Unido)            | Medalla de oro                      | 100 m mariposa                      |
| 2008                                | Mánchester (Reino Unido)            | Medalla de plata                    | 100 m estilos                       |
| Campeonato Europeo                  |                                     |                                     |                                     |
| Año                                 | Lugar                               | Medalla                             | Prueba                              |
| 2008                                | Eindhoven (Países Bajos)            | Medalla de plata                    | 100 m mariposa                      |
| Campeonato Europeo en Piscina Corta |                                     |                                     |                                     |
| Año                                 | Lugar                               | Medalla                             | Prueba                              |
| 1999                                | Lisboa (Portugal)                   | Medalla de plata                    | 100 m estilos                       |
| 2000                                | Valencia (España)                   | Medalla de oro                      | 100 m estilos                       |
| 2000                                | Valencia (España)                   | Medalla de bronce                   | 200 m estilos                       |
| 2001                                | Amberes (Bélgica)                   | Medalla de oro                      | 100 m estilos                       |
| 2001                                | Amberes (Bélgica)                   | Medalla de oro                      | 200 m estilos                       |
| 2001                                | Amberes (Bélgica)                   | Medalla de bronce                   | 50 m espalda                        |
| 2002                                | Riesa (Alemania)                    | Medalla de oro                      | 100 m estilos                       |
| 2002                                | Riesa (Alemania)                    | Medalla de bronce                   | 200 m estilos                       |
| 2003                                | Dublín (Irlanda)                    | Medalla de oro                      | 100 m estilos                       |
| 2003                                | Dublín (Irlanda)                    | Medalla de bronce                   | 200 m estilos                       |
| 2004                                | Viena (Austria)                     | Medalla de oro                      | 100 m estilos                       |
| 2005                                | Trieste (Italia)                    | Medalla de oro                      | 100 m estilos                       |
| 2005                                | Trieste (Italia)                    | Medalla de bronce                   | 100 m mariposa                      |
| 2006                                | Helsinki (Finlandia)                | Medalla de oro                      | 100 m estilos                       |
| 2006                                | Helsinki (Finlandia)                | Medalla de plata                    | 100 m mariposa                      |
| 2007                                | Debrecen (Hungría)                  | Medalla de oro                      | 100 m estilos                       |
| 2007                                | Debrecen (Hungría)                  | Medalla de bronce                   | 100 m mariposa                      |
| 2008                                | Rijeka (Croacia)                    | Medalla de oro                      | 100 m estilos                       |
| 2009                                | Estambul (Turquía)                  | Medalla de plata                    | 100 m mariposa                      |
| 2009                                | Estambul (Turquía)                  | Medalla de bronce                   | 100 m estilos                       |
| 2010                                | Eindhoven (Países Bajos)            | Medalla de plata                    | 100 m estilos                       |
| 2010                                | Eindhoven (Países Bajos)            | Medalla de bronce                   | 100 m mariposa                      |
| 2011                                | Szczecin (Polonia)                  | Medalla de oro                      | 100 m estilos                       |
| 2012                                | Chartres (Francia)                  | Medalla de plata                    | 100 m estilos                       |
| 2012                                | Chartres (Francia)                  | Medalla de plata                    | 4 × 50 m estilos mixto              |